# レオン・ギレ
レオン・ギレ（Léon Guillet、1873年7月11日 - 1946年5月9日）はフランスの冶金学者で、20世紀初頭のマルテンサイト系ステンレス鋼とオーステナイト系ステンレス鋼の研究で知られている。

## 来歴
1873年7月11日、サン・ナゼール生まれ。
1897年にエコール・サントラル・パリを卒業し、同校で教鞭をとった後、1922年から1945年まで同校の院長を務めた。
アカデミー・フランセーズの会員であった。シンガーポリニャック財団の初代理事会のメンバーでもあった。同じくセントラリアン（1931年卒）の冶金技師レオン・ピエール・アドルフ・ギレ（1908-1991）を父に持ち、1934年生まれの作家クリスチャン・ギレを祖父に持つ。
1946年5月9日にパリ17区の自宅で死去。